# زلزال فرنتشيا 1977

موقع الزلزال بالنسبة لخارطة رومانيا

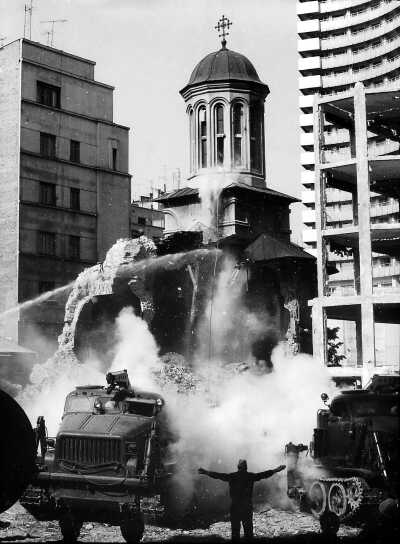
كنيسة ليني عام 1977

زلزال فرنتشيا 1977 كان زلزال قوي والذي حدث يوم 4 مارس 1977 وسبب بأضرار كبيرة لرومانيا. بلغت قوة الزلازل 7,2 مقياس ريختر وأستمر حوالي 55-56 ثانية، و 1570(1578 من مصادر أخرى) قتيل، منهم 1391 تقريبا في العاصمة الرومانية بوخارست، و 11,000 مصاب.